# Лицей № 8 (Волгоград)
МОУ Лицей № 8 «Олимпия» — муниципальное образовательное учреждение общего среднего образования естественно-научной и технологической направленности.

## История лицея
В 1979 году в Волгограде открылась средняя общеобразовательная школа № 42. В 1992 году школа была включена в структуру учебно-спортивной ассоциации «Олимпия». В 1998 году СОШ № 42 была преобразована в лицей «Олимпия».
В 1995 году школа стала победительницей областного конкурса «Школа года» и лауреатом национального конкурса «Лучшая школа России». Начиная с 2006 года лицей и его преподаватели регулярно входят в число победителей приоритетного национального проекта «Образование». В 2011 году лицей стал вторым призёром конкурса музейных мемориальных проектов Всероссийской историко-литературной премии «Александр Невский» за экспозицию «Возвращение Олега Трубачёва на родную землю».
С 2009 года в рамках Приоритетного национального проекта «Образование» лицей «Олимпия» стал региональным центром дистанционного обучения детей-инвалидов (позднее вторым центром стал лицей № 1 «Лидер»).

## Лицейские традиции
- С 2009 года под эгидой лицея № 8 проводится всероссийская дистанционная олимпиада «ИнтеллО» по различным учебным дисциплинам, победители которой встречаются в финале в Волгограде. В очных финалах 2010 и 2011 годов учащиеся лицея попадали в число победителей и призёров соревнования[6].
- Каждый год в Лицее проходит Святочный бал, в котором принимают участие ученики 8—11 классов[7][8].
- По инициативе заместителя директора лицея (в настоящее время — депутата городской думы) Галины Егоровой[9] в городе Волгограде с октября 2008 года проводятся Дни русского языка, посвящённые памяти и приуроченные к дню рождения академика Олега Николаевича Трубачёва[10].

## Награды
- Премия Президента РФ — 2006, 2007, 2008 г.[11]